# Om Prakash Chautala
Om Prakash Chautala, född 1 januari 1935, död 20 december 2024, var en indisk politiker, ordförande i partiet Indian National Lok Dal och chefsminister (premiärminister) i delstaten Haryana före och efter millennieskiftet 2000. Efterträddes efter en valförlust 2005 av Bhupinder Singh Hooda.